# Ryszard Latecki
Ryszard Latecki (* 1956) ist ein polnischer Multiinstrumentalist (Trompete, Harmonium, Perkussion, auch Piano, „Latar“ und andere „Pseudoinstrumente“), Improvisationsmusiker und Komponist.

## Wirken
Latecki studierte am polygraphischen Institut der Politechnika Warszawska und arbeitete in den 1980er Jahren an polnischen Untergrundzeitschriften mit. 1990 arbeitete er ein Jahr in den USA; danach war er einer der Direktoren des Verlages der polnischen Filmstiftung und verantwortlich für die Gestaltung der Zeitschrift Kino. Mit Michał Tarkowski und Jacek Kleyff produzierte er in den 1990er Jahren mehrere Musikvideos (Stalowe Marzenie, Mam Ducha, Duch Ma Mnie, Na Sześć u. a.)
Latecki entwickelte das Konzept der „reversen Musik“ („Muzyka Rewersyjna“), dem zufolge während musikalischer Entwicklungen Geräusche bewusst subtrahiert werden können, um musikalische Formen entstehen zu lassen. Er spielt Improvisationsmusik, die ihre Quellen in klassischer und zeitgenössischer Musik, Jazz und Ethnomusik hat. Dabei arbeitet er u. a. mit Jerzy Kornowicz, Tadeusz Wielecki, Krzysztof Knittel und Tadeusz Sudnik in der Gruppe Kawalerowie błotni zusammen, die das Konzept der Intuitiven Musik verfolgt; im Rahmen des Projektes WIOHA Jazz spielte er mit Włodzimierz Kiniorski, Mieczysław Litwiński, Tomasz Gwinciński, und Krzysztof Wrona. Er arbeitet mit dem Warschauer Teatr Acedemia zusammen, wo er die jährliche Konzertreihe „Nachbarn für Nachbarn“ organisiert.
Latecki ist Autor von Musikinstallationen und Performancewerken wie dem Konzert für Spiegeleier (aufgeführt beim Audio-Kunstfestival 2003 in Warschau), dem Konzert für Trompete und Draht (2004) und dem Konzert für Trompete und Tänzer (mit Ewelina Sojecka, 2004). Er ist der Vizepräsident der polnischen Sektion der International Society for Contemporary Music.

## Preise und Auszeichnungen
Für seine Verdienste zum Erhalt unabhängiger kultureller Institutionen in den 1980er Jahren wurde ihm der Orden Polonia Restituta verliehen.

## Diskographische Hinweise
- Eh i Teh (2000) (mit Mieczysław Litwiński, Tadeusz Sudnik und Gintautas Gascevičius)
- Szawle (2003) (mit der Gruppe SAULE, Tomasz Gwinciński, Gintautas Gascevicius und Raimondas Rašpoliauskas)
- Laterna (2005) (mit Gintautas Gascevicius, Bart Pałyga und Tadeusz Wielecki)
- Czajkowska, Latecki, Cierliński Mermaga (2010)